# Saccacoelium tensum
Saccacoelium tensum är en plattmaskart. Saccacoelium tensum ingår i släktet Saccacoelium, och familjen Haploporidae. Inga underarter finns listade.